# Mesochorus terrosus
Mesochorus terrosus là một loài tò vò trong họ Ichneumonidae.